# أسونسيون
أَسُنِسُون أو (نقحرة: أسونسيون) هي عاصمة و أكبر مدينة في جمهورية باراغواي وتعد من أقدم مدن أمريكا الجنوبية حيث تأسست سنة 1537. كما تعد أسونسيون إحدى العواصم الأقل في تكلفة المعيشة في العالم. يبلغ مساحة المدينة 117 كيلومتر مربع حيث تعتبر المدينة منطقة العاصمة مستقلة ليست جزءا من أي دائرة. وهي تقع على طول خليج أسونسيون، على الضفة اليسرى لنهر باراغواي بالقرب من التقاء مع نهر بلكومايو.
و في عام 2010 ، وفقا للمديرية العامة للإحصاء والدراسات الاستقصائية والتعداد ( DGEEC ) ، وكان يقدر عدد سكانها ب 544309 نسمة، مما يجعلها أكبر وأكثرها اكتظاظا بالسكان في باراغواي، وتعتبر مدينة أسونسيون 3 أكثر مدينة أمانا في أمريكا الجنوبية.

## الجغرافيا
تقع أسونسيون على اليسار (شرق) من نهر باراغواي، المطلة على خليج أسونسيون. شمال شرق حدود مدينة روكي ماريانو ألونسو، على الجانب الشرقي من لوكي وفرناندو دي لا مورا، وإلى الجنوب وفيلا إليسا امباري.

### التضاريس
تتميز تضاريس المدينة غير النظامية بسبب وجود سبع تلال، أعلى نقطة التل في المدينة هي التل العذراء امباري التي يبلغ ارتفاعه 156م و يحيط هذا التل الغابات الصغيرة.

## المناطق والأحياء
| حي                  | السكان (2002) | حي                   | السكان (2002) | حي                       | السكان (2002) | حي                 | السكان (2002) |
| ------------------- | ------------- | -------------------- | ------------- | ------------------------ | ------------- | ------------------ | ------------- |
| 1- ايتا انرامادا    | 4845          | 24- سيميناريو        | 5070          | 47- بينوزا               | 6621          | 70- ماريسكال لوبيز | 5025          |
| 2- ساندا انا        | 5775          | 25- فيستا أليغري     | 12 611        | 48- خارا                 | 13 554        |                    |               |
| 3- باناتو سانتا آنا | 8374          | 26- بانامبي ريتا     | 2386          | 49- بانكو سان ميغيل      | 953           |                    |               |
| 4- روبرتو L. بيتيت  | 20 201        | 27- بانامبي فيرا     | 2591          | 50- تابلادا نويفا        | 6573          |                    |               |
| 5- جمهوري           | 8429          | 28- سانت بول         | 21 787        | 51- فيرجن ديل هورتو      | 4809          |                    |               |
| 6- بيريزال          | 4022          | 29- تيرمينال         | 4305          | 52- فيرجن دي لا أسونسيون | 9983          |                    |               |
| 7- سان فيسنتي       | 15 412        | 30- هيبودرومو        | 8348          | 53- بيلا فيستا           | 6657          |                    |               |
| 8- بانادو تاكومبو   | 10 958        | 31- الناصرة          | 7133          | 54- سانتو دومينغو        | 2591          |                    |               |
| 9- أوبريرو          | 19 823        | 32- فيلا اوريليا     | 9871          | 55- كانادا ديل ياباراي   | 3166          |                    |               |
| 10- تاكومبو         | 13 366        | 33-لوس لويريريس      | 3517          | 56- لاس لوماس            | 5604          |                    |               |
| 11- ساجونيا         | 14 873        | 34- كيتو استيغاريبيا | 7711          | 57- مدام لينش            | 8589          |                    |               |
| 12- ايتا بيتا بونتا | 4225          | 35- سان كريستوبال    | 6618          | 58- سلفادور ديل موندو    | 3883          |                    |               |
| 13- سان أنطونيو     | 9544          | 36- هيريرا           | 5149          | 59- Ñu Guazú             | 1342          |                    |               |
| 14- الدكتور فرانسيا | 10925         | 37- سانتا ماريا      | 4591          | 60- مبوكاياتي            | 6512          |                    |               |
| 15- لا إنكارناثيون  | 4928          | 38- يتاي             | 3054          | 61- Mburucuyá            | 8377          |                    |               |
| 16- الكاتدرائية     | 3676          | 39- سان جورج         | 4844          | 62- ترينيداد             | 4515          |                    |               |
| 17- جينيرال دياز    | 6068          | 40- Ycuá Satí        | 6687          | 63- فيرجن دي فاطمة       | 6064          |                    |               |
| 18- بيتيروسي        | 11380         | 41- مانورا           | 1898          | 64- سان رافائيل          | 10732         |                    |               |
| 19- سان روكي        | 6355          | 42- فيلا مورا        | 4114          | 65- بوتانيكو             | 9982          |                    |               |
| 20- ريكاردو بروغاتا | 10455         | 43- ريكوليتا         | 10230         | 66- زيبالوس كيو          | 18553         |                    |               |
| 21- سان فيليبي      | 5679          | 44- تيمبيتاري        | 3515          | 67- Loma Pytá            | 6231          |                    |               |
| 22- لاس مرسيدس      | 4827          | 45- Mburicaó         | 7691          | 68- سان بلاس             | 3651          |                    |               |
| 23- سيوداد نويفا    | 8584          | 46- جينيرال كاباليرو | 8128          | 69- سانتا روزا           | 3546          |                    |               |

## السكان
في عام 2010 ، وفقا للمديرية العامة للإحصاء والدراسات الاستقصائية والتعداد ( DGEEC ) ، بلغ عدد سكان مدينة 542061 نسمة، و بمتوسط 4444 نسمة في كل . / كم ². قد استوعبت المدن النائية في أسونسيون الكبرى معظم السكان بسبب انخفاض تكلفة الأراضي و سهولة الوصول إلى رأس المال.
مع ارتفاع عدد السكان في عاصمة، يصبح أكبر مدينة في البلاد من حيث عدد السكان . كما أنها المدينة التي تضم أكبر حركة الناس و المركبات، و يقدر أن يدخل يوميا حوالي 2.1 مليون شخص وأكثر من 300000 مركبات من جميع الأنواع.
السكان حسب الجنس والعمر وفقا لتعداد عام 2002
| العمر        | تعداد 2002 | ذكور    | اناث    |
| ------------ | ---------- | ------- | ------- |
| 0- 4 سنوات   | 45 382     | 23 058  | 22 374  |
| 5-9 سنوات    | 46 120     | 23 330  | 22 324  |
| 10-14 سنوات  | 46 272     | 22 985  | 23 287  |
| 15 -29 سنوات | 155.675    | 71 885  | 83 790  |
| 30-59        | 164 367    | 75 871  | 88 496  |
| 60 و أكثر    | 54 296     | 21 686  | 32 610  |
| المجموع      | 512 112    | 238 815 | 273 297 |

متوسط العمر المتوقع عند الولادة في السنوات:
|         | 1990/1992 | 2000/2001 | 2010  |
| ------- | --------- | --------- | ----- |
| المجموع | 68,72     | 72,04     | 75,90 |
| الرجال  | 62,55     | 69,63     | 72,78 |
| النساء  | 70,24     | 74,66     | 79,33 |

التركيبة السكانية - المؤشرات الرئيسية:
- انخفاض نسبة السكان 15 سنة 26.9٪
- النسبة المئوية للسكان من 15 إلى 29 سنة 30.4٪
- النسبة المئوية للسكان 30-59 سنة 32٪
- نسبة السكان فوق 60 سنة 10.6٪
- متوسط عدد الأطفال لكل امرأة 2
- نسبة الأميين في حي 2.1٪
- نسبة المساكن مع الكهرباء 99.5٪
- نسبة المساكن مع المياه الجارية 96.4٪
- نسبة الأسر مع الحمام، أو الصرف الصحي 94.7٪
- نسبة الأسر مع جمع القمامة 88٪
- النسبة المئوية للسكان مع بطاقة الهوية 87.4٪
- النسبة المئوية للسكان مع الميلاد مسجل97.8٪

### الدين
معظم السكان أسونسيون ينتمون إلى الديانة الكاثوليكية ، و يوجد هناك أماكن العبادة من الطوائف المسيحية، و يوجد أيضا الأديان الأخرى بما فيها الإسلام والبوذية واليهودية.

## اقتصاد
يوجد الشركات الكبرى والشركات و المجموعات الاستثمارية الذي مقرها في مدينة أسونسيون. هذه المدينة هي المركز الاقتصادي الرئيسي للباراغواي، تليها سيوداد ديل ايستي و إنكارناثيون .
البنوك الدولية الكبرى توجد مقارها في العاصمة، من بينها هي سيتي بنك ، بنك إيتاو، HSBC ، BBVA. في حين يوجد في العاصمة باراغواي البنوك هي البنك الوطني للتنمية، و بنك الأسرة، و البنك أمامباي، البنك الإقليمي، البنك الرؤية .
في الوقت نفسه، لديه البنك المركزي باراغواي أيضا مقره في هذه المدينة. وتتمثل مهمتها في الحفاظ وضمان استقرار قيمة العملة، وتعزيز كفاءة و استقرار النظام المالي و أداء دورها من البنوك و البنك الوكيل المالي للدولة. هذا لديه عدة قوى في النقدية والمالية والائتمان و الصرف الأجنبي.
المؤشرات الاقتصادية الرئيسية
- السكان في سن العمل: 433 558. (83.5٪ من إجمالي عدد السكان)
- السكان النشيطون اقتصاديا (EAP): 257 353. (49.6٪ من مجموع السكان في سن العمل)
- السكان غير النشطين اقتصاديا (PEI): 176 205. (34٪ من مجموع السكان في سن العمل)
- السكان العاملين: 93٪ من السكان النشطين اقتصاديا
- السكان العاطلين (25.7٪ من السكان العاملين)
- البطالة: 7٪ من السكان النشطين اقتصاديا
- نسبة السكان النشطين اقتصاديا في القطاع الأولي: 1.7٪
- نسبة السكان النشطين اقتصاديا في القطاع الثانوي: 16.8٪
- نسبة السكان النشطين اقتصاديا في قطاع التعليم العالي: 81.3٪
- بالإضافة إلى ذلك، تعتبر السياحة جزءًا مهمًا من الاقتصاد المحلي في Asunción، حيث يأتي السياح لزيارة المعالم التاريخية والثقافية في المدينة و التعرف على حضارات الباراغواي و ثقافة شعبها الغنية و المميزة
- بالإضافة إلى ذلك، تعتبر السياحة جزءًا مهمًا من الاقتصاد المحلي في Asunción، حيث يأتي السياح لزيارة المعالم التاريخية والثقافية في الم

## الرياضة والترفيه
كرة القدم هي الرياضة الأكثر الشعبية في باراغواي و أسونسيون .و يوجد في العاصمة استاد شاكو هو الاستاد الرئيسي في البلاد، ويقع في باريو ساكسونيا. و يعتبر الاستاد الوطني مما يجعلها تستخدم في العديد من الفعاليات الثقافية . حتى استضافت استاد شاكو المباريات من بطولة كأس أمريكا الجنوبية عام 1999.
ومن الأندية الرياضية الكبرى في العاصمة هي (بالترتيب الأبجدي):.
- سيرو بورتينو
- غواراني
- حرية
- وطني
- أولمبيا
- المدافعين

كما تحتوي المدينة المرافق الرياضية والترفيهية الكبرى مثل الحيوانات البرية Guazii بارك، الأمانة الوطنية للرياضة، و نادي الغولف أسونسيون.

## المدن الشقيقة
- روساريو، الأرجنتين
- لابلاتا، الأرجنتين
- بوينس آيرس، الأرجنتين
- فورموزا، الأرجنتين
- كوريينتس، الأرجنتين
- ريزيستانسيا، الأرجنتين
- بوساداس، الأرجنتين
- سانتا في، الأرجنتين
- سانتا كروز دي لا سييرا، بوليفيا
- كامبيناس، البرازيل
- كوريتيبا، البرازيل
- ساو باولو، البرازيل
- سانتياغو دي شيلي، شيلي
- ايكويكو، شيلي
- بوغوتا، كولومبيا
- مدريد، إسبانيا
- ميامي، الولايات المتحدة الأمريكية
- ناشفيل، الولايات المتحدة الأمريكية
- تشيبا، اليابان
- مكسيكو سيتي، المكسيك
- بويبلا، المكسيك، 2009
- ليما، بيرو
- تروخيو، بيرو
- شيمبوتي، بيرو
- ليفربول، إنجلترا، المملكة المتحدة
- تايبيه، جمهورية الصين (تايوان)
- سانتو دومينغو، جمهورية الدومينيكان
- مونتيفيديو، أوروغواي، 2011
- كراكاس، فنزويلا، 1982

## معرض صور

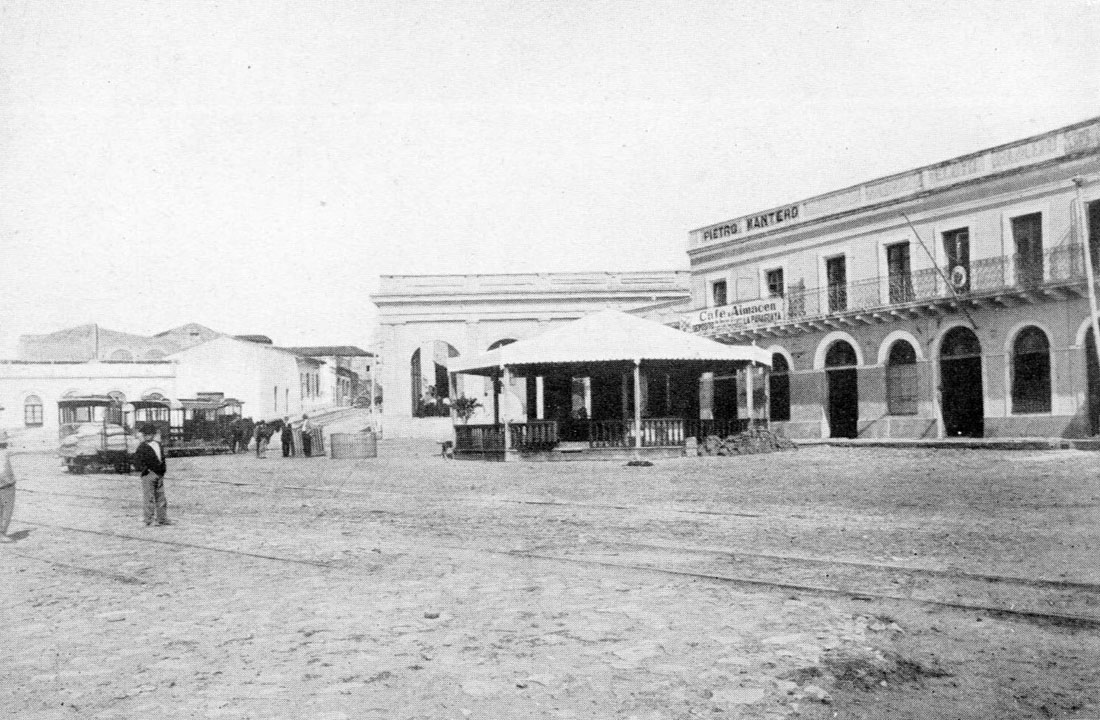
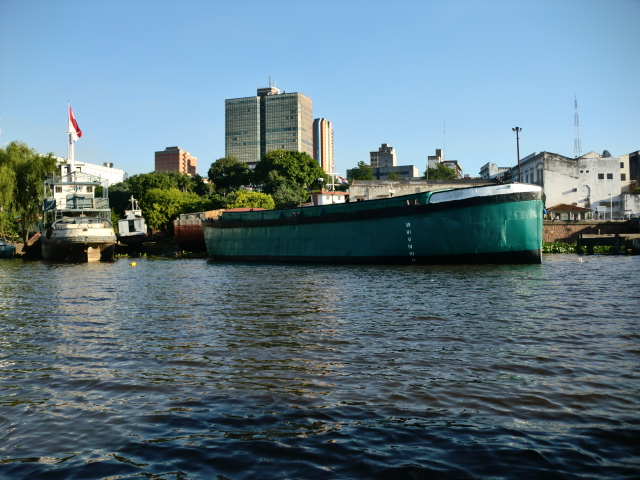
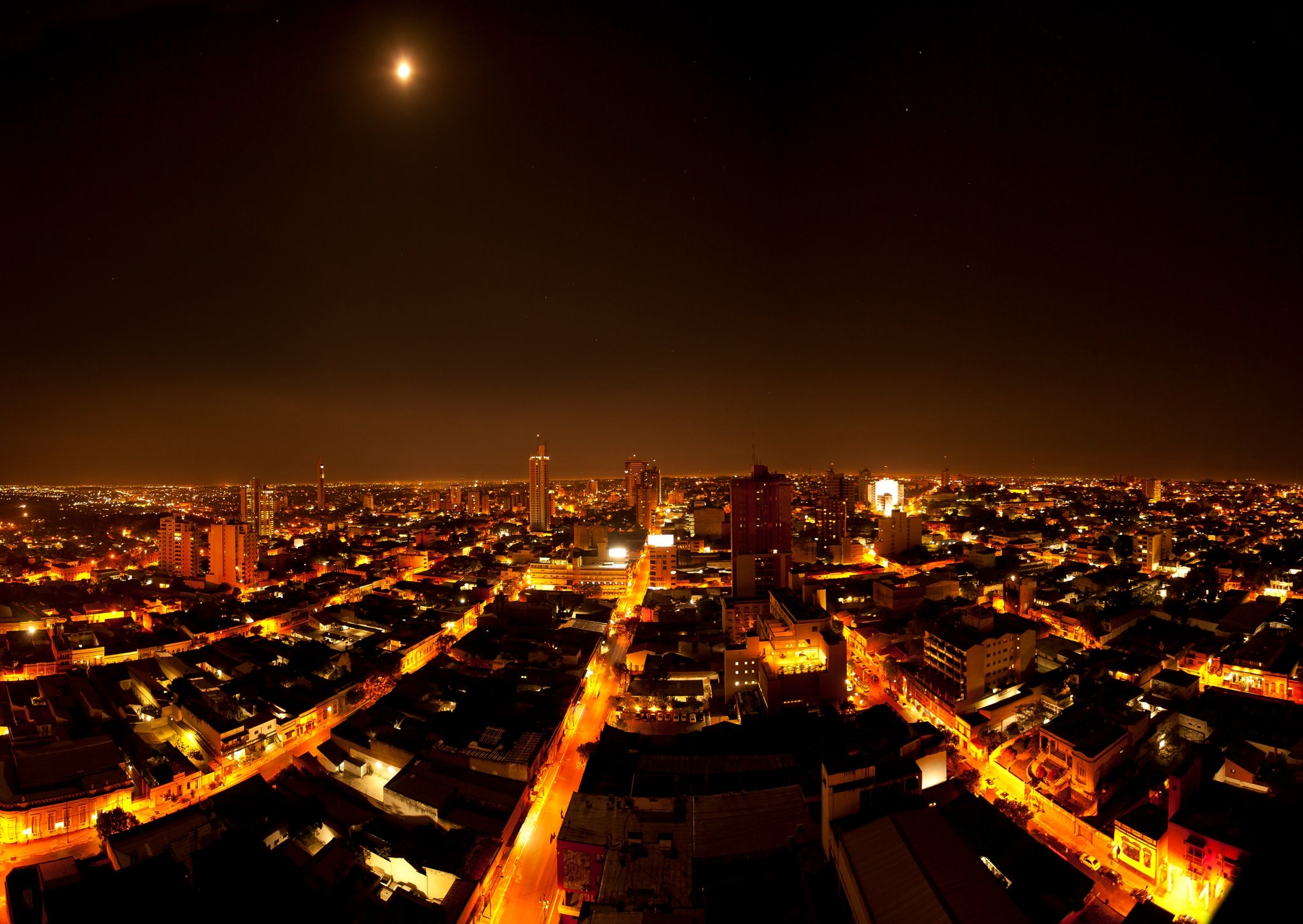

## وصلات خارجيّة
- [سنتثر [أسونسن] إينفو
- فنادق في أسونسيون
- خريطة ال [دوونتوون را] وخريطة [دوونلوأدبل] من المدينة
- بلديّة [أسونسن]
- يتسوّق في [أسونسن], باراغواي
- صور إضافية أسونسيون